# Jason Flemyng
Jason Iain Flemyng (London, 1966. szeptember 25. –) brit színész. 
Legismertebb alakítása Thomas Button a Benjamin Button különös élete című sorozatban. Az Él és mozog című filmben is szerepelt.

## Fiatalkora
1966. szeptember 25-én született Londonban, Gordon Flemyng skót televíziós és filmrendező fiaként. Azután döntött úgy, hogy színész akar lenni, miután színházi produkciókban szerepelt iskolájában. "Mindig is színész akartam lenni" – mondta később a BBC-nek. "Attól kezdve, hogy tetszett egy lány, aki Dorothyt játszotta az Óz, a nagy varázsló iskolai előadásában. A madárijesztő szerepére jelentkeztem a meghallgatásra, hogy minél több időt tölthessek vele a színpadon, de végül a bádogemberrel szökött el!".
1987-ben a Militant nevű, a Munkáspárton belül aktív csoporttal kapcsolatba került, de később kizárták a Munkáspártból, mert a Militant újságot árulta. 1990-ben a Londoni Zene- és Színházművészeti Akadémián színészetet tanult.

## Pályafutása
Egyik első szerepe 1992-es Az ifjú Indiana Jones kalandjai című amerikai sorozatban volt. 1993 és 1996 között állandó szereplője volt az ITV Doctor Finlay című drámasorozatának. 1994-ben szerepelt a Maugli, a dzsungel fia című filmben. 1998-ban főszerepet kapott Guy Ritchie filmjében, A Ravasz, az Agy és két füstölgő puskacsőben.
A 2000-es évek elején két nagy költségvetésű hollywoodi filmben szerepelt; John Netley szerepében a 2001-es A pokolból című filmben Johnny Depp-pel, és a 2003-as A szövetség című filmben Sean Connery-vel. 2005-ben Bernard Quatermass professzor szerepét játszotta a The Quatermass Experiment című filmben. 2009-ben csatlakozott az ITV drámasorozatának, az Őslények kalandorainak harmadik évadához.
2010. augusztus 15-én nyilvánosságra hozták, hogy ő kapta meg Azazel szerepét az X-Men: Az elsők című filmben. 2013-ban Az a bizonyos első év című filmben tűnt fel.

## Magánélete
Kilenc évig Lena Headey színésznővel alkottak egy párt, a kapcsolat 2001-ben ért véget. 2008 nyarán feleségül vette Elly Fairmant az Toszkánában. A párnak 2012-ben ikerfiaik születettek, Noah és Cassius.

## Filmográfia

### Film
| Év   | Magyar cím                                | Eredeti cím                                 | Szerep                             | Magyar hang          |
| ---- | ----------------------------------------- | ------------------------------------------- | ---------------------------------- | -------------------- |
| 1994 | Maugli, a dzsungel fia                    | The Jungle Book                             | John Wilkins                       | Epres Attila         |
| 1995 | Rob Roy                                   | Rob Roy                                     | Gregor                             | Koncz István         |
| 1996 | Lopott szépség                            | Stealing Beauty                             | Gregory                            | Holl Nándor          |
| 1996 | Higgy nekem                               | Hollow Reed                                 | Frank Donally                      |                      |
| 1996 | Él és mozog                               | Indian Summer                               | Tonio                              |                      |
| 1997 |                                           | The James Gang                              | Frank James                        |                      |
| 1997 |                                           | The Life of Stuff                           | Willie Dobie                       |                      |
| 1997 | Spice World                               | Spice World                                 | Brad                               | Csík Csaba Krisztián |
| 1998 | A Ravasz, az Agy és két füstölgő puskacső | Lock, Stock and Two Smoking Barrels         | Tom                                | Kálloy Molnár Péter  |
| 1998 | A vörös hegedű                            | The Red Violin                              | Frederick Pope                     | Miller Zoltán        |
| 1998 | Kísértethajó                              | Deep Rising                                 | Mulligan                           | Takátsy Péter        |
| 1999 |                                           | Tube Tales                                  | Luke                               |                      |
| 2000 | Blöff                                     | Blöff                                       | Darren                             | Badár Sándor         |
| 2000 | Csonttörő                                 | Bruiser                                     | Henry Creedlow                     | Juhász György        |
| 2001 |                                           | Anazapta                                    | Nicholas                           |                      |
| 2001 | A test                                    | The Body                                    | Walter Winstead atya               | Holl Nándor          |
| 2001 | A pokolból                                | From Hell                                   | John Netley                        | Oberfrank Pál        |
| 2001 | Gépállat SC                               | Mean Machine                                | Bob Likely                         | Megyeri János        |
| 2001 | Gépállat SC                               | Mean Machine                                | Bob Likely                         | Hegedüs Miklós       |
| 2001 | A bunker                                  | The Bunker                                  | Bruno Baumann tizedes              | Rosta Sándor         |
| 2001 | Rocksztár                                 | Rock Star                                   | Bobby Beers                        | Nagy Ervin           |
| 2002 | Merülés a félelembe                       | Below                                       | Stumbo                             | Bácskai János        |
| 2003 | A szövetség                               | The League of Extraordinary Gentlemen       | Dr. Henry Jekyll / Mr. Edward Hyde | Szinovál Gyula       |
| 2004 |                                           | Lighthouse Hill                             | Charlie Davidson                   |                      |
| 2004 |                                           | Aaltra                                      | Angol motoron                      |                      |
| 2004 | Atomcirkusz                               | Atomik Circus – Le retour de James Bataille | James Bataille                     | Kárpáti Levente      |
| 2004 |                                           | Drum                                        | Jim Bailey                         |                      |
| 2004 | Torta                                     | Layer Cake                                  | Larry                              | Hegedüs Miklós       |
| 2004 | Chucky ivadéka                            | Seed of Chucky                              | Santa Claus                        |                      |
| 2005 |                                           | A Woman in Winter                           | David                              |                      |
| 2005 | A szállító 2.                             | Transporter 2                               | Dimitri                            | Csőre Gábor          |
| 2006 | Plutónium                                 | Pu-239                                      | Vlad                               | Dolmány Attila       |
| 2006 |                                           | A Rollin’ with the Nines                    | Fleming kapitány                   |                      |
| 2006 |                                           | Telling Lies                                | Jack Munro                         |                      |
| 2006 |                                           | Backwaters                                  | Jason Weiss                        |                      |
| 2007 | Csillagpor                                | Stardust                                    | Primus                             | Holl Nándor          |
| 2007 | Bobby Z élete és halála                   | The Death and Life of Bobby Z               | Brian Cervier                      | Vári Attila          |
| 2007 |                                           | The Riddle                                  | Don Roberts                        |                      |
| 2008 | Tükrök                                    | Mirrors                                     | Larry Byrne                        | Rosta Sándor         |
| 2008 |                                           | Shifty                                      | Glen                               |                      |
| 2008 | Benjamin Button különös élete             | The Curious Case of Benjamin Button         | Thomas Button                      | Kőszegi Ákos         |
| 2009 | Solomon Kane                              | Solomon Kane                                | Malachi                            | Németh Gábor         |
| 2009 | Dubai álmok                               | City of Life                                | Guy Berger                         |                      |
| 2010 | A titánok harca                           | Clash of the Titans                         | Akrisziosz                         | Haagen Imre          |
| 2010 | HA/VER                                    | Kick-Ass                                    | Ajtónálló                          | Kapácsy Miklós       |
| 2010 | Social Network – A közösségi háló         | The Social Network                          | Spectator                          |                      |
| 2010 |                                           | Made in Romania                             | önmaga                             |                      |
| 2010 |                                           | Dead Cert                                   | Chelsea Steve                      |                      |
| 2010 | Lovagok háborúja – Harc a végsőkig        | Ironclad                                    | Beckett                            | Szatmári Attila      |
| 2011 | X-Men: Az elsők                           | X-Men: First Class                          | Azazel                             | Kárpáti Levente      |
| 2011 |                                           | Jack Falls                                  | Damien                             |                      |
| 2011 | Hanna – Gyilkos természet                 | Hanna                                       | Sebastian                          | Seress Zoltán        |
| 2011 | Elveszett karácsony                       | Lost Christmas                              | Frank                              |                      |
| 2012 | Hamilton ügynök: A nemzet szolgálatában   | Hamilton: In the Interest of the Nation     | Rob Hart                           | Czvetkó Sándor       |
| 2012 | Szép remények                             | Great Expectations                          | Joe Gargery                        |                      |
| 2013 | Az a bizonyos első év                     | I Give It a Year                            | Hugh                               | Nagypál Gábor        |
| 2013 | Üdv a mocsokban                           | Welcome to the Punch                        | Harvey Crown                       |                      |
| 2013 |                                           | Sunshine on Leith                           | Harry Harper                       |                      |
| 2013 |                                           | Words of Everest                            | Edmund Hillary                     |                      |
| 2014 |                                           | Viy                                         | Jonathan Green                     |                      |
| 2014 |                                           | Top Dog                                     | Dan                                |                      |
| 2014 |                                           | Gemma Bovery                                | Charles Bovery                     |                      |
| 2014 |                                           | The Journey                                 | Ozzy                               |                      |
| 2014 | A Stonehearst Elmegyógyintézet            | Stonehearst Asylum                          | Swanwick                           | Makranczi Zalán      |
| 2015 |                                           | Meet Pursuit Delange: The Movie             | Jonty Smith                        |                      |
| 2016 |                                           | Sweet Maddie Stone                          | Mr. Straker                        |                      |
| 2017 |                                           | Access All Areas                            | Pete Kurtz                         |                      |
| 2017 |                                           | Revolt                                      | Stander                            |                      |
| 2017 |                                           | The Black Prince                            | Dr. Login                          |                      |
| 2018 |                                           | Walk Like a Panther                         | Ginger Frost                       |                      |
| 2019 | A sárkánypecsét rejtélye                  | Viy 2: Journey to China                     | Jonathan Green                     | Holl Nándor          |
| 2019 | Katonafeleségek                           | Military Wives                              | Crooks                             |                      |
| 2019 |                                           | Homeless Ashes                              | Gavin                              |                      |
| 2021 | Forráspont                                | Boiling Point                               | Alastair Skye                      |                      |
| 2022 | 355                                       | The 355                                     | Elijah Clarke                      | Trokán Péter         |
| 2024 |                                           | Firecracker                                 | Gray                               |                      |
| 2024 |                                           | Ka Whawhai Tonu                             | Daniel Morgan                      |                      |
| 2024 |                                           | Touchdown                                   | Steven Landers                     |                      |
| 2025 | A melós                                   | A Working Man                               | Wolo Kolisnyk                      | Holl Nándor          |

### Televízió
| Év        | Magyar cím                      | Eredeti cím                                | Szerep                            | Megjegyzések                                                                |
| --------- | ------------------------------- | ------------------------------------------ | --------------------------------- | --------------------------------------------------------------------------- |
| 1991      |                                 | Rich Tea and Sympathy                      | John Merrygrove                   | 6 epizód                                                                    |
| 1991      |                                 | Screen One                                 | Colin                             | 1 epizód                                                                    |
| 1992      |                                 | The Good Guys                              | Dave Gilchrist                    | 1 epizód                                                                    |
| 1992      | Az ifjú Indiana Jones kalandjai | The Young Indiana Jones Chronicles         | Emile                             | 2 epizód                                                                    |
| 1992      |                                 | Witchcraft                                 | rendezőasszisztens                | 2 epizód                                                                    |
| 1993      |                                 | Lovejoy                                    | Danny                             | 1 epizód                                                                    |
| 1993–1994 |                                 | Doctor Finlay                              | Dr. David Neil                    | 12 epizód                                                                   |
| 1996      |                                 | Beck                                       | Laurie Quinn                      | 1 epizód                                                                    |
| 1997      |                                 | The Ruth Rendell Mysteries                 | Peter Milton                      | 1 epizód                                                                    |
| 1997      |                                 | The Temptation of Franz Schubert           | Franz von Schober                 | tévéfilm                                                                    |
| 1997      |                                 | The Hunger                                 | fiatal férfi                      | 1 epizód                                                                    |
| 1998      | Egy tiszta nő                   | Tess of the D'Urbervilles                  | Alec D'Urberville                 | - tévéfilm - magyar hangja: - Széles László                                 |
| 1999      | Alice Csodaországban            | Alice in Wonderland                        | Sir Jack                          | - tévéfilm - magyar hangja: - Kautzky Armand                                |
| 1999      |                                 | Chasseurs d'écume                          | William Callaghan                 | minisorozat                                                                 |
| 1999      |                                 | Love in the 21st Century                   | Nick                              | 1 epizód                                                                    |
| 2004      |                                 | When I'm 64                                | Ray                               | tévéfilm                                                                    |
| 2004      | Agatha Christie: Marple         | Agatha Christie's Marple                   | John Merrygrove                   | - 1 epizód - (Gyilkosság a paplakban) - magyar hangja: - Csankó Zoltán      |
| 2005      |                                 | The Quatermass Experiment                  | Bernard Quatermass professzor     | tévéfilm                                                                    |
| 2005      |                                 | Faith                                      | Martin                            | tévéfilm                                                                    |
| 2005      |                                 | Manhunters                                 | Jim Corbett                       | 1 epizód                                                                    |
| 2005      |                                 | The Ghost Squad                            | Jimmy Franks                      | 1 epizód                                                                    |
| 2006      |                                 | Losing Gemma                               | Zac                               | 1 epizód                                                                    |
| 2009–2011 | Őslények kalandorai             | Primeval                                   | Danny Quinn                       | 9 epizód                                                                    |
| 2011      |                                 | Jean-Claude Van Damme: Behind Closed Doors | narrátor                          | 8 epizód                                                                    |
| 2013      | Fekete tükör                    | Black Mirror                               | Jack Napier                       | - 1 epizód (A Waldo-pillanat) - magyar hangja: - Sarádi Zsolt - Gémes Antos |
| 2014      | Muskétások                      | The Musketeers                             | Vadim                             | 1 epizód                                                                    |
| 2014      | Eltűntek                        | The Missing                                | Mark                              | 8 epizód                                                                    |
| 2015      |                                 | The Last Kingdom                           | Edmund király                     | 1 epizód                                                                    |
| 2017      |                                 | SS-GB                                      | George Mayhew ezredes             | 5 epizód                                                                    |
| 2017–2018 |                                 | Jamestown                                  | Sir George Yeardley               | 13 epizód                                                                   |
| 2018      |                                 | Save Me                                    | Tam                               | 6 epizód                                                                    |
| 2019      | Karácsonyi ének                 | A Christmas Carol                          | Az eljövendő karácsonyok szelleme | minisorozat                                                                 |
| 2019–2022 |                                 | Pennyworth                                 | Tam                               | főszereplő                                                                  |
| 2019–2022 | Love, Death & Robots            | Love, Death & Robots                       | Paln                              | - 1 epizód - magyar hangja:[forrás?] - Karácsonyi Zoltán                    |
| 2020      |                                 | Two Weeks to Live                          | Alan Brooks                       | főszereplő                                                                  |
| 2022      |                                 | The Walk-In                                | Nick Lowles                       | főszereplő                                                                  |
| 2023      | Egy Malice nevű város           | A Town Called Malice                       | Albert Lord                       | főszereplő                                                                  |
| 2024      |                                 | The Famous Five                            | Great Supremo                     | főszereplő                                                                  |